# 1869 Philoctetes
1869 Philoctetes è un asteroide troiano di Giove del campo greco. Scoperto nel 1960, presenta un'orbita caratterizzata da un semiasse maggiore pari a 5,2177747 UA e da un'eccentricità di 0,0685646, inclinata di 3,97452° rispetto all'eclittica.
L'asteroide è dedicato a Filottete, l'arciere greco che ereditò l'arco di Ercole.